# Højvelbårenhed
Højvelbårenhed (tysk: Seine Durchlaucht (S.D.) eller Ihre Durchlaucht (I.D.)) er en tiltaleform som blev brugt i det tysk-romerske rige. Den er afledt af det latinske Serenitas eller Serenissimus, som blev brugt af de romerske kejsere Flavius Honorius og Arcadius og senere af de frankiske og gotiske konger. 
På fransk bliver titlen oversat til Son Altesse Sérénissime (S.A.S., flertal AA. SS.) og på engelsk til His/Her Serene Highness (HSH). Nogle adelige familier i Belgien bruger den nederlandske titel Doorluchtige Hoogheid. 

## Tyskland
Tiltaleformen blev tildelt af den (tysk-)romerske kejseren til slægter, som var regerende fyrster frem til 1806. I nogle slægter blev den ført af alle medlemmer, i andre bare af overhovedet og eventuelt arvingen. Tiltaleformen er også blevet brugt af efterkommere af prinser, der har indgået ulige ægteskaber. 
Efter at adelens offentlig-retslige stilling bortfaldt i Tyskland i 1918 har tiltaleformen ikke længere nogen formel stilling, men bruges stadig som en høflighedsform. 

## Holland
I Holland er nogle af dronning Beatrixs efterkommere grever eller grevinder af Oranje-Nassau. De kan tiltales Hooggeboren Heer (højbårne herre) eller Hooggeboren Vrouwe (højbårne frue).

## Udvalg af adelsfamilier, som måtte benytte prædikatet
| - Fyrster fra Hohenzollern - Fyrster fra Auersperg - Hertuger fra Arenberg - Fyrster fra Battenberg – Mountbatten - Fyrster fra Batthyány-Strattmann - Prinser Biron von Curland - Fyrster fra Colloredo-Mansfeld/ Colloredo-Mannsfeld - Fyrster fra Corvey - Hertuger fra Croÿ - Fyrster til Czartoryski - Fyrster fra Esterházy - Fyrster til Fürstenberg | - Fyrster til Isenburg - Fyrster fra Hohenberg - Fyrster fra Hohenlohe - Fyrster fra Leiningen - Fyrster fra Liechtenstein - Fyrster til Lippe - Fyrster fra Lobkowicz - Fyrster fra Oettingen - Fyrster fra Orsini und Rosenberg - Fyrster fra Radziwill - Fyrster til Reuß - Fyrster til Salm | - Fyrster til Sayn-Wittgenstein - Fyrster til Schwarzenberg - Fyrster fra Schwarzburg - Fyrster til Solms - Fyrster fra Starhemberg - Fyrster til Stolberg - Fyrster til Thurn und Taxis - Fyrster til Waldburg-Wolfegg - Fyrster til Waldburg-Zeil - Fyrster fra Waldeck - Fyrster til Wied |